# Normarea tehnică a prelucrărilor mecanice
Normarea tehnică a prelucrărilor mecanice are ca scop determinarea normelor de timp pentru operațiile de prelucrare mecanică. Norma de timp NT reprezintă timpul necesar pentru efectuarea rațională a unei lucrări sau operații tehnologice de prelucrare mecanică în anumite condiții tehnice și organizatorice ale locului de muncă de către un executant care are calificare corespunzătoare. O definiție similară este dată în Micul dicționar enciclopedic (1972), în articolul Normă. Pentru operațiile de prelucrare mecanică prin așchiere, norma de timp se exprimă în minute pe bucată (piesă). Norma de producție  este norma care exprimă cantitatea de produse (piese) care poate fi realizată în unitatea de timp de către un executant. În industria constructoare de mașini, ca indicator de bază al normării terhnice se utilizează, de regulă, norma de timp. Normele de producție se utilizează, de regulă, pentru producțiile de masă și serie mare.

## Structura normei de timp
Norma de timp este constituită din următoarele componente: timp de bază, timp auxiliar (ajutător), timp de servire a locului de muncă, timp de odihnă și necesități fiziologice, timp de pregătire-încheiere.
Timpul de bază tb la operațiile de prelucrare prin așchiere este timpul consumat pentru prelucrarea prin așchiere a materialului (semifabricatului) , în scopul modificării formei, dimensiunilor și stării suprafeței acestuia. Pe scurt, este timpul de așchiere  efectiv. Timpul de bază se determină prin calcul analitic pe baza cinematicii procedeului de așchiere și a regimurilor de așchiere adoptate.  Relația generală de calcul a timpului de bază la prelucrări prin așchiere pe mașini-unelte este:
```
                                             t
b
 = L.i/v
f
    {min)
```

în care: L este lungimea cursei de lucru a sculei sau piesei în sensul avansului, mm/trecere; vf -viteza de avans, mm/min; i - numărul de treceri identice. În cazul procedeelor de așchiere discontinuă, cum sunt rabotarea sau mortezarea, timpul de bază include nu numai timpul pentru cursele de lucru (curse active) ci și pentru cursele „în gol” (curse pasive) ale semifabricatului (sculei așchietoare).
Timpul auxiliar (ajutător) ta este timpul necesar pentru efectuarea de către executant a mânuirilor (mișcărilor) necesare executării lucrărilor care formează obiectul timpului de bază. La prelucrări prin așchiere, acest timp include: timpul opentru prinderea-desprinderea piesei, pentru comanda acționărilor mașinii-unelte, pentru apropierea sculelor și îndepărtarea acestora, pentru măsurători de control ale piesei etc. În cursul timpului auxiliar nu se produce nici o modificare cantitativă sau calitativă a obiectului muncii. Timpii ajutători se determină după normative de timpi. Suma timpilor tb și ta constituie timpul operativ Top.
Timpul de servire a locului de muncă Td este timpul consumat de executant pentru menținerea în stare normală de funcționare a utilajului și sculelor, precum și pentru organizarea și aprovizionarea curentă a locului de muncă. Acest timp se subdivide în timp de servire tehnică tdt și timp de servire organizatorică tdo.
Timpul de odihnă și necesități fiziologice ton are în vedere odihna periodică a operatorului în cazul lucrărilor grele, precum și satisfacerea  necesităților fiziologice și de igienă personală ale operatorului.
Timpul de pregătire-încheiere Tpi este timpul necesar operatorului pentru pregătirea sa, a utilajului și a materialului de prelucrat în vederea prelucrării lotului de piese identice, precum și pentru activitățile implicate de încheierea sarcinii de muncă. Timpul de pregătire-încheiere la prelucrarea unui lot de piese (la același loc de muncă) se împarte la numărul de piese din lot n, așadar pentru o piesă revine Tpi/n.
Relația de calcul a normei tehnice de timp NT este:
```
                    N
T
 = T
pi
/n + t
b
 + t
a
 + t
dt 
 + t
do
 + t
on
     (min)
```

De regulă, micșorarea normelor de timp conduce la creșterea productivității și la scăderea costurilor , datorită scăderii cheltuielilor legate de manopera activităților de bază. Această micșorare este posibilă prin intensificarea regimurilor de așchiere.

## Metode de normare tehnică
Se deosebesc următoarele metode de normare tehnică a prelucrărilor mecanice:
- normare tehnică prin calcul analitic, după metoda prezentată în secțiunea precedentă;
- normare tehnică prin cronometrare;
- normare tehnică prin fotografierea timpului de muncă.

Cronometrarea constă în determinarea consumurilor de timpi ciclici, adică timpul de bază și timpul auxiliar. Datele obținute prin cronometrare permit să se  determine duratele normale ale elementelor componente ale operației tehnologice și pe această bază, să se elaboreze normative folosite la calculul analitic al normelor de timp.
Fotografierea timpului de muncă este observarea directă și măsurarea tuturor consumurilor de timp de muncă pe durata întregului schimb de lucru sau a mai multor schimburi. Prin fotografiere se determină atât timpul real de lucru cât și întreruperile în funcționarea utilajului; în acest mod se pot stabili timpii de servire a locului de muncă, timpii de odihnă și necesități fiziologice , timpul de pregătire-încheiere.